# Bèta-amyloïd
Met bèta-amyloïde (Aβ of Abeta) wordt gedoeld op peptiden met 36 tot 43 aminozuren die sterk geassocieerd zijn met de ziekte van Alzheimer. Het vormt het hoofdonderdeel van de amyloïde plaques in de hersenen van patiënten met alzheimer. De peptiden komen van het grotere amyloïdevoorlopereiwit (afgekort tot APP, naar het Engels "amyloid precursor protein"). Aβ wordt van APP afgesplitst door bèta- en gamma-secretase. Aβ-moleculen kunnen samenklonteren tot flexibele, onoplosbare oligomeren. Het idee is dat zekere verkeerd gevouwen oligomeren ervoor kunnen zorgen dat Aβ ook verkeerd gevouwen wordt, wat leidt tot een kettingreactie die lijkt op prionontsteking. Sommige van de oligomeren kunnen giftig zijn voor zenuwcellen. Het andere eiwit dat betrokken is bij de ziekte van Alzheimer, het tau-eiwit, vormt ook prion-achtige verkeerd gevouwen oligomeren. Er zijn aanwijzingen dat verkeerd gevouwen Aβ ervoor kan zorgen dat tau niet de juiste vorm krijgt.
De functie van bèta-amyloïde bij gezonde mensen en dieren is nog niet goed bekend. Aβ vormt plaques in de hersenen bij de ziekte van Alzheimer.